# Jonathan Martinez
Jonathan Martinez (Los Ángeles, California, 20 de abril de 1994) es un artista marcial mixto estadounidense que actualmente compite en la división de peso gallo de Ultimate Fighting Championship. Desde el 27 de agosto de 2024, está en la posición #13 del ranking de peso gallo de UFC.

## Primeros años
De raíces salvadoreñas y mexicanas, nació y creció en California y se trasladó con su familia a Plainview, Texas, a la edad de 13 años. A los 14 años, su padre le llevó a clases de Taekwondo para que aprendiera la disciplina, lo que finalmente le llevó a entrenar artes marciales mixtas.

## Carrera de artes marciales mixtas

### Inicios
Comenzó su carrera profesional de MMA desde 2014. Amasó un récord de 9-1 antes de ser firmado por UFC.

### Ultimate Fighting Championship
Martinez debutó en UFC contra Andre Soukhamthath el 27 de octubre de 2018 UFC Fight Night: Volkan vs. Smith. Perdió el combate por decisión unánime.
Martinez enfrentó a Wuliji Buren el 9 de febrero de 2019 en UFC 234. Ganó el combate por decisión unánime.
Martinez enfrentó a Liu Pingyuan el 13 de julio de 2019 en UFC Fight Night: de Randamie vs. Ladd. Ganó el combate por KO en el tercer asalto. Esta victoria lo hizo merecedor de su primer premio de Actuación de la Noche.
Martinez enfrentó a Andre Ewell el 8 de febrero de 2020 en UFC 247. Perdió el combate por decisión dividida.
Martinez enfrentó a Frankie Sáenz el 1 de agosto de 2020 en UFC Fight Night: Brunson vs. Shahbazyan. En el pesaje, pesó 140.5 libras, cuatro libras y media por encima del límite del combate de peso gallo sin título. Su combate se desarrolló con un peso acordado y se le impuso una multa del 30% de su bolsa, que fue a parar a Sáenz. Ganó el combate por TKO en el tercer asalto.
Martinez enfrentó a Thomas Almeida el 18 de octubre de 2020 en UFC Fight Night: Ortega vs. The Korean Zombie. Ganó el combate por decisión unánime.
Se enfrentó a Davey Grant el 13 de marzo de 2021 en UFC Fight Night: Edwards vs. Muhammad. Perdió el combate por KO en el segundo asalto.
Se esperaba que Martineze nfrentara a Nathaniel Wood el 4 de septiembre de 2021 en UFC Fight Night: Brunson vs. Till. Sin embargo, Wood fue retirado del combate a mediados de agosto por razones no reveladas y sustituido por Marcelo Rojo. En el pesaje, pesó 138 libras, dos libras por encima del límite del combate de peso gallo sin título. El combate se canceló después de que se retirara debido a las complicaciones derivadas de la reducción de peso.
Se esperaba que Martinez enfrentara a Aaron Phillips el 23 de octubre de 2021 en UFC Fight Night: Costa vs. Vettori. Sin embargo, Philips se retiró del combate por enfermedad y fue sustituido por Zviad Lazishvili. Ganó el combate por decisión unánime.
Martinez enfrentó a Alejandro Pérez el 26 de febrero de 2022 en UFC Fight Night: Makhachev vs. Green. Ganó el combate por decisión unánime.
Martinezenfrentó a Vince Morales el 21 de mayo de 2022 en UFC Fight Night: Holm vs. Vieira. Ganó el combate por decisión unánime.
Martinez enfrentó a Cub Swanson el 15 de octubre de 2022 en UFC Fight Night: Grasso vs. Araújo. Ganó el combate por TKO en el segundo asalto. Esta victoria lo hizo merecedor de su segundo premio de Actuación de la Noche.

#### 2023
Martinez enfrentó Said Nurmagomedov el 11 de marzo de 2023, en UFC Fight Night 221. Ganó la pelea por decisión unánime. 13 de 17 medios especializados le dieron la pelea a Nurmagomedov.
Martinez enfrentó a Adrian Yanez el 14 de octubre de 2023, en UFC Fight Night 230. Ganó la pelea por TKO en el primer asalto. Esta victoria lo hizo merecedor de su tercer premio de Actuación de la Noche .

#### 2024
Martinez enfrentó a José Aldo el 4 de mayo de 2024, en UFC 301. Perdió la pelea por decisión unánime.

## Vida personal
El y su esposa Amber tienen un hijo llamado Cidro y una hija llamada Myda.

## Campeonatos y logros
- Ultimate Fighting Championship
  - Actuación de la Noche (Tres veces) vs. Pingyuan Liu y Cub Swanson y Adrian Yanez[13][37][43]
- Xtreme Fighting League
  - Campeonato de Peso Mosca de la XFL (Una vez)
  - Campeonato de Peso Gallo de la XFL (Una vez)

## Récord en artes marciales mixtas
| Récord profesional | Récord profesional | Récord profesional |
| 24 peleas          | 19 victorias       | 5 derrotas         |
| ------------------ | ------------------ | ------------------ |
| Nocaut             | 9                  | 1                  |
| Sumisión           | 2                  | 0                  |
| Decisión           | 8                  | 3                  |
| Descalificación    | 0                  | 1                  |

| Resultado | Récord | Oponente           | Método                             | Evento                                        | Fecha                    | Ronda | Tiempo | Localización             | Notas                                                                 |
| --------- | ------ | ------------------ | ---------------------------------- | --------------------------------------------- | ------------------------ | ----- | ------ | ------------------------ | --------------------------------------------------------------------- |
| Derrota   | 19–5   | José Aldo          | Decisión (unánime)                 | UFC 301                                       | 4 de mayo de 2024        | 3     | 5:00   | Río de Janeiro           |                                                                       |
| Victoria  | 19–4   | Adrian Yanez       | TKO (patada baja)                  | UFC Fight Night: Yusuff vs. Barboza           | 14 de octubre de 2023    | 2     | 2:26   | Las Vegas, Nevada        | Actuación de la Noche.                                                |
| Victoria  | 18–4   | Said Nurmagomedov  | Decisión (unánime)                 | UFC Fight Night: Yan vs. Dvalishvili          | 11 de marzo de 2023      | 3     | 5:00   | Las Vegas, Nevada        |                                                                       |
| Victoria  | 17-4   | Cub Swanson        | TKO (patada en la pierna)          | UFC Fight Night: Grasso vs. Araújo            | 15 de octubre de 2022    | 2     | 4:19   | Las Vegas, Nevada        | Actuación de la Noche.                                                |
| Victoria  | 16-4   | Vince Morales      | Decisión (unánime)                 | UFC Fight Night: Holm vs. Vieira              | 21 de mayo de 2022       | 3     | 5:00   | Las Vegas, Nevada        |                                                                       |
| Victoria  | 15-4   | Alejandro Pérez    | Decisión (unánime)                 | UFC Fight Night: Makhachev vs. Green          | 26 de febrero de 2022    | 3     | 5:00   | Las Vegas, Nevada        | Combate de peso pluma.                                                |
| Victoria  | 14-4   | Zviad Lazishvili   | Decisión (unánime)                 | UFC Fight Night: Costa vs. Vettori            | 23 de octubre de 2021    | 3     | 5:00   | Las Vegas, Nevada        |                                                                       |
| Derrota   | 13-4   | Davey Grant        | KO (puñetazo)                      | UFC Fight Night: Edwards vs. Muhammad         | 13 de marzo de 2021      | 2     | 3:03   | Las Vegas, Nevada        |                                                                       |
| Victoria  | 13-3   | Thomas Almeida     | Decisión (unánime)                 | UFC Fight Night: Ortega vs. The Korean Zombie | 18 de octubre de 2020    | 3     | 5:00   | Abu Dhabi                | Combate de peso pluma.                                                |
| Victoria  | 12-3   | Frankie Saenz      | TKO (rodillazo y puñetazos)        | UFC Fight Night: Brunson vs. Shahbazyan       | 1 de agosto de 2020      | 3     | 0:57   | Las Vegas, Nevada        | Combate de peso acordado (140.5 libras); Martinez no alcanzó el peso. |
| Derrota   | 11-3   | Andre Ewell        | Decisión (dividida)                | UFC 247                                       | 8 de febrero de 2020     | 3     | 5:00   | Houston, Texas           |                                                                       |
| Victoria  | 11-2   | Liu Pingyuan       | KO (rodillazo)                     | UFC Fight Night: de Randamie vs. Ladd         | 13 de julio de 2019      | 3     | 3:53   | Sacramento, California   | Actuación de la Noche.                                                |
| Victoria  | 10-2   | Wuliji Buren       | Decisión (unánime)                 | UFC 234                                       | 9 de febrero de 2019     | 3     | 5:00   | Melbourne                |                                                                       |
| Derrota   | 9-2    | Andre Soukhamthath | Decisión (unánime)                 | UFC Fight Night: Volkan vs. Smith             | 27 de octubre de 2018    | 3     | 5:00   | Moncton, Nuevo Brunswick |                                                                       |
| Victoria  | 9-1    | Randy Hinds        | Sumisión (barra de brazo)          | Fist Fight Night 2                            | 30 de septiembre de 2017 | 1     | 0:56   | Amarillo, Texas          | Regreso al peso gallo.                                                |
| Victoria  | 8-1    | Jesse Cruz         | Sumisión (barra de brazo)          | Combate Americas: Road to the Championship 3  | 18 de abril de 2016      | 1     | 2:17   | Los Ángeles, California  | Combate de peso acordado (130 libras).                                |
| Derrota   | 7-1    | Matt Schnell       | Descalificación (rodillazo ilegal) | Legacy FC 49                                  | 4 de diciembre de 2015   | 2     | 2:21   | Bossier City, Luisiana   | Combate de peso mosca.                                                |
| Victoria  | 7-0    | Ryan Hollis        | Decisión (unánime)                 | GCS 3: Hub City Havoc                         | 25 de abril de 2015      | 3     | 5:00   | Lubbock, Texas           | Combate de peso acordado (130 libras).                                |
| Victoria  | 6-0    | Carlos Vergara     | Decisión (dividida)                | Fury Fighting 3                               | 24 de enero de 2015      | 3     | 5:00   | San Antonio, Texas       | Combate de peso mosca.                                                |
| Victoria  | 5-0    | Xavier Siller      | TKO (puñetazos)                    | XFL: Rage on the River 5                      | 15 de noviembre de 2014  | 2     | 1:03   | Grant, Oklahoma          |                                                                       |
| Victoria  | 4-0    | Adrian Hudson      | TKO (puñetazos)                    | XFL: Rage on the River 4                      | 27 de julio de 2014      | 5     | 1:01   | Tulsa, Oklahoma          |                                                                       |
| Victoria  | 3-0    | Micah Stockton     | TKO (puñetazos)                    | XFL: Rage on the River 3                      | 18 de abril de 2014      | 3     | 0:44   | Tulsa, Oklahoma          |                                                                       |
| Victoria  | 2-0    | Marshon Ball       | KO (rodillazo volador)             | Rumble Time Promotions: Destruction           | 14 de marzo de 2014      | 1     | 1:23   | St. Charles, Misuri      |                                                                       |
| Victoria  | 1-0    | Archie Lowe        | KO (rodillazo volador)             | C3 Fights: Border Wars 2014                   | 8 de febrero de 2014     | 2     | 2:21   | Newkirk, Oklahoma        |                                                                       |